# 토리 보이
프렌토리시 "토리" 보이(Frentorish "Tori" Bowie, 1990년 8월 27일~2023년 5월 2일)는 미국의 육상 선수이다. 2016년 하계 올림픽 여자 400 m 계주 경기에서 금메달을 획득하였다. 같은 대회 100 m 에서는 은메달, 200 m 에서는 동메달을 기록하였다.
2023년 5월 2일 의문사했고, 부검 결과 임신 8개월 차에 '출산합병증'(childbirth complications)으로 사망한 것으로 밝혀졌다.

## 개인 최고 기록
2017년 1월 기준 토리 보위의 개인 최고 기록은 아래와 같다.
| 종목     | 기록     | 바람 | 위치                                   | 날짜            |
| -------- | -------- | ---- | -------------------------------------- | --------------- |
| 100 m    | 10.78 초 | +1.0 | 헤이워드 필드 (오리건주 유진)          | 2016년 7월 3일  |
| 200 m    | 21.99 초 | +1.9 | 헤이워드 필드 (오리건주 유진)          | 2016년 5월 28일 |
| 멀리뛰기 | 6.91 m   | +1.0 | 웨스트우드 (캘리포니아주 로스앤젤레스) | 2013년 4월 6일  |

## 같이 보기
- 2016년 하계 올림픽 육상